# 水银湖
水银湖，或汞湖，是液态汞聚集而形成的「湖泊」。人类史上有过水银湖的记载，如司马迁在《史记》记载秦始皇陵墓的地下宫殿就布有水银灌注的河流、湖泊，皇帝躯体的石棺就保存于水银湖中央；1955年，在中国出版的《化学知识的活用》中也描述了原苏联地质学家瓦尔霍夫在阿尔泰山勘察时发现水银湖的过程等，但均未得到证实。有人认为，水银湖根本不可能在地球上存在。